# ドロテア・フォン・ザクセン＝アルテンブルク
ドロテア・フォン・ザクセン＝アルテンブルク（ドイツ語：Dorothea von Sachsen-Altenburg, 1601年6月26日 - 1675年4月10日）は、ザクセン＝アイゼナハ公アルブレヒトの妃。

## 生涯
ドロテアはザクセン＝ヴァイマル公フリードリヒ・ヴィルヘルム1世とその2番目の妃アンナ・マリア・フォン・プファルツ＝ノイブルクの娘である。父フリードリヒ・ヴィルヘルム1世がザクセン選帝侯領の摂政として統治していたトルガウで生まれた。ドロテアは主に、選帝侯未亡人ヘゼヴィ・ア・ダンマークによりリヒテンブルク城で育てられた。1620年より、「Die Freudeige（楽しい人）」という名で「高潔の会」（実りを結ぶ会の女性版）のメンバーであった。
1628年5月11日に、異母姉のドロテア・ゾフィー（クヴェードリンブルク女子修道院長）から、クヴェードリンブルク修道院の補佐官に任命された。ドロテアの叔母マリアもクヴェードリンブルク女子修道院長をつとめていた。しかしドロテアは修道院を離れることとなった。
ドロテアは1633年6月24日にヴァイマルにおいて、従兄弟にあたるザクセン＝アイゼナハ公アルブレヒトと結婚した。2人の間に子供は生まれず、夫アルブレヒトは1644年に死去した。ドロテアは夫の死から31年後に死去した。